# فورج
فورج هو بطل خارق في مارفل كومكس من ابتكار كريس كليرمونت وجون روميتا، الابن،ظهر لأول مرة في أغسطس 1984.